# Marco Antonio Polemone
Marco Antonio Polemone (in latino: Marcus Antonius Polemon; in greco: Μάρκος Αντώνιος Πολέμων; Laodicea al Lico, 90 – Roma, 144) è stato un filosofo greco antico, sofista della cosiddetta Seconda Sofistica , della quale fecero parte Dione di Prusa, Erode Attico, Publio Elio Aristide, Luciano di Samosata e Favorino, suo grande rivale  Molte notizie sulla sua vita, la carriera pubblica e la personalità di Polemone si trovano in un'opera del III secolo di Filostrato d'Atene intitolata Vite dei sofisti .
Nato a Laodicea al Lico, antica città situata in Asia minore tra le regioni della Caria e della Lidia, da famiglia di rango consolare , trascorse gran parte della propria vita a Smirne, dalla cui cittadinanza (societas in Latino) fu insignito di grandi onori civili, soprattutto per le sue vaste conoscenze della Retorica, che lo portarono a godere del favore degli imperatori Traiano, Adriano  e Antonino Pio, nonostante il suo carattere molto arrogante e riservato, che causò con quest'ultimo un durevole dissapore. In onore di Adriano, che aveva fatto erigere un tempio a Giove/Zeus ad Olimpia, scrisse un'orazione per cui l'imperatore gli concesse il privilegio, molto apprezzato dagli intellettuali del tempo, di diventare un membro del Museo di Alessandria, che dava il diritto di libero accesso alla sua sala da pranzo: «è stato incluso tra coloro che ricevono pasti gratuiti al museo (...) la sala da pranzo d'Egitto dove sono invitati gli uomini più illustri provenienti da tutto il mondo» . 
Si sa che scrisse molte altre orazioni, delle quali ci è pervenuta solo una piccola parte, costituita da quelle, intitolate Epitaffi, composte in onore  del comandante ateniese Callimaco e del soldato Cinegiro, morti nella battaglia di Maratona nel 490 a.C.. Un suo trattato sulla fisiognomica, conservato in una versione in lingua araba del XIV secolo, è stato tradotto in latino nel XIX secolo .